# Itapirapuã Paulista
Itapirapuã Paulista is een gemeente in de Braziliaanse deelstaat São Paulo. De gemeente telt 3.919 inwoners (schatting 2009).

## Aangrenzende gemeenten
De gemeente grenst aan Barra do Chapéu, Ribeira, Cerro Azul (PR), Doutor Ulysses (PR) en Sengés (PR).